# 田賀井篤平
田賀井 篤平（たがい とくへい、1943年5月16日 - ）は、日本の鉱物学者・結晶学者。専門は、鉱物学・結晶学。東京生まれ。

## 経歴
- 1962年：東京都立日比谷高等学校卒業
- 1967年：東京大学理学部地学科地質鉱物学課程卒業
- 1972年：東京大学大学院理学系研究科博士課程修了、理学博士（東京大学）。学位論文の題は「Thermal transformation and polytypism in tridymite(鱗珪石の熱転移と多型現象) 」[1]
- 1973年：東京大学理学部助手
- 1975年：Frankfurt am Main 大学結晶学教室助手
- 1980年：Alexander von Humbold 財団奨励研究員
- 1981年：東京大学理学部助手
- 1985年：東京大学理学部助教授
- 1998年：東京大学総合研究博物館教授
- 2006年：東京大学名誉教授・東京大学総合研究博物館特招研究員

## 研究業績
- 中性子線回折による超構造を示す鉱物の結晶構造解析[2]
- 高分解能Ｘ線回折による初期地殻起源の斜長石の研究[3]
- 電子顕微鏡による斜長石の微細構造の研究[4]
- 臨淄斉国故城出土の漢代青銅鏡の鏡笵の物質科学的研究[5]
- シーボルトが収集した鉱物標本の研究とシーボルト日本鉱物誌の実現[6]
- 渡辺武男東京大学教授が広島・長崎で収集した被爆岩石標本の研究

日本鉱物科学会、日本結晶学会、日本セラミックス協会、日本臨床血液学会、アジア鋳造技術史学会などに所属。

## 受賞歴
- 2003年：日本ディスプレイデザイン賞
- 2004年：日本ディスプレイデザイン賞大賞・朝日新聞社賞
- 2004年：日本ディスプレイ産業賞特別賞・日本経済新聞社賞
- 2005年：日本ディスプレイデザイン企画・研究賞
- 2005年：日本ディスプレイ産業賞奨励賞

## 主な編著書
- 田賀井篤平「和田鉱物標本」、東京大学出版会、2001年。
- 田賀井篤平編著「クランツ鉱物・化石標本」、東京大学出版会、2002年。
- 田賀井篤平編著「ニュートリノ」、東京大学出版会、2003年。
- 田賀井篤平編著「石の記憶—広島・長崎」、東京大学出版会、2004年。
- 田賀井篤平「江戸時代の鉱物認識とシーボルト」（大場秀章編「シーボルトの21世紀」）、東京大学出版会、2004年。
- 田賀井篤平「鉱物界」（大場秀章編「Systema Naturae」）、東京大学出版会、2004年。
- 田賀井篤平編著「時空のデザイン」、東京大学総合研究博物館、2006年。
- 田賀井篤平「石の記憶—広島・長崎」、智書房、2007年。
- 田賀井篤平・橘由里香「草葉紋鏡笵的物質科学研究」（白 雲翔・清水康二・鄭志軍・三船温尚編「山東省臨淄市斉国故城漢代鏡范的考古学研究」）、科学出版社、2007年。
- 大場秀章・田賀井篤平「シーボルト博物学」、智書房、2010年。
- 田賀井篤平・「はじける石・泡立つ瓦」蘇る石の記憶–ヒロシマ・ナガサキ、智書房、2020年
- T. Tagai u. L. Schröpfer (2016): Siebold's "De Mineralogia Japonica". Acta Sieboldiana X. Wiesbaden, Harrassowitz Verlag.
- T. Tagai (2022): Zwei Tagebücher während der Reise nach Jedo 1826 von H. Bürger und P.F. von Siebold. Acta Sieboldiana XI. Wiebaden, Harrassowitz Verlag.